# Otto Schlagintweit
Otto Max Gabriel Schlagintweit (* 26. Oktober 1880 in München; † 27. April 1956) war ein deutscher Geologe und Paläontologe, der in Argentinien wirkte.

## Leben
Otto Max Gabriel Schlagintweit stammte aus einer bekannten Münchner Familie von Wissenschaftlern und Forschungsreisenden. Sein Vater war der Offizier und Gründungsmitglied der Münchner Geographischen Gesellschaft  Max August Rudolf Thomas Schlagintweit (1849–1935), seine Mutter Lina Sedelmayr (1860–1942). 
Otto Max Gabriel Schlagintweit studierte in München und Bonn, wo er 1907 promoviert wurde (Die tektonischen Verhältnisse in den Bergen zwischen Livigno, Bormio und St. Maria im Münstertal). 1907 wurde er Mitglied der Deutschen Geologischen Gesellschaft. 1910 heiratete er Elly Varenkamp. In München war er Mitglied des Akademischen Alpenvereins mit einer Reihe von Erstbegehungen. In Argentinien arbeitete er als Geologe für die Erdölgesellschaft YPF (Yaciemientos Petroliferos Fisicales), für die er vor allem im Nordwesten Argentiniens arbeitete und die er verließ, um Professor an der  Universität Córdoba zu werden.

## Schriften
- Geologische Untersuchungen in den Bergen zwischen Livigno, Bormio und St. Maria im Münstertal. Zeitschrift der Deutschen Geologischen Gesellschaft Band 60, 1908, S. 198–272
- Die Fauna des Vracon und Cenoman in Perú, Beiträge zur Geologie und Palaeontologie von Südamerika, 17, Stuttgart : E. Schweizerbart, 1911.
- Ceratites spinosus E. Philippi aus dem mittleren Hauptmuschelkalk Würzburgs. Sitzgsber. Phys.med. Ges. Würzburg 1911, S. 1–3.
- Die Ceratiten des mittleren Hauptmuschelkalks Würzburgs. Centralblatt für Mineralogie, Geologie und Paläontologie, Jahrgang 1921, Stuttgart, S. 621–630,
- Los insectos fósiles del Norte argentino y la edad del Horizonte Calcáreo-Dolomítico. In: Boletín de Informaciones Petroleras, vol. 13, no. 145, pp. 61–69, 1936.
- Acerca de las brújulas geológicas. Serie ciencias naturales, no. 7, Córdoba : Universidad Nacional de Córdoba, 1955.